# Leonès
El leonès (leoneg) és un dels quatre dialectes del bretó, propi del nord-oest del domini lingüístic, i que juntament amb el tregorès i el cornuallès forma el bloc de dialectes occidentals. És la varietat bretona més utilitzada.